# Rhatta botonga
Rhatta botonga là một loài bướm đêm trong họ Noctuidae.